# Geboren en getogen
Geboren en getogen is een televisieprogramma dat vanaf 25 februari 2007 werd uitgezonden op de Nederlandse zender SBS6.

## Opzet
In dit televisieprogramma ging Nada van Nie, onder andere bekend van Shownieuws, met verschillende bekende Nederlanders terug naar hun geboorteplaats om te praten over hoe het vroeger was. Zo ging ze met zanger Dries Roelvink naar de Amsterdamse wijk De Pijp en met videojockey-presentator Mental Theo naar 's-Hertogenbosch. Andere Nederlanders die erin voorkwamen waren onder anderen atlete Nelli Cooman en actrice Willeke van Ammelrooy.